# 1077

## Събития
- Свети Ласло I става крал на Унгария
- Изяслав I Ярославич става Велик княз на Киевска Рус за трети път
- селджутските турци превземат Йерусалим

## Починали
- 25 април – Геза I, крал на Унгария